# Mühlbeck
Mühlbeck is een plaats en voormalige gemeente in de Duitse deelstaat Saksen-Anhalt, en maakt deel uit van de Landkreis Anhalt-Bitterfeld.
Mühlbeck telt 950 inwoners.